# Daniel Mays
Pour les articles homonymes, voir Mays.
Daniel Mays, né le 31 mars 1978 à Epping, dans l'Essex, est un acteur britannique.

## Biographie
Daniel Alan Mays est né à Epping (comtés d'Essex) et a grandi à Buckhurst Hill avec trois frères. Sa mère travaillait comme caissière de banque et son père était électricien.

Il a étudié à l'Italia Conti Academy of Theatre Arts avant d'entrer à la Royal Academy of Dramatic Art, où il a obtenu son diplôme en 2000.

## Filmographie

### Cinéma
- 2002 : All or Nothing de Mike Leigh : Jason
- 2005 : Vera Drake de Mike Leigh : Sid, le fils de Vera et de Stan
- 2005 : The Secret Life of Words (La vida secreta de las palabras) d'Isabel Coixet : Martin
- 2007 : Reviens-moi (Atonement) de Joe Wright : Tommy Nettle
- 2008 : Braquage à l'anglaise (The Bank Job) de Roger Donaldson : Dave Shilling
- 2008 : Shifty, d'Eran Creevy : Chris
- 2010 : Mr. Nobody de Jaco Van Dormael : le jeune journaliste
- 2010 : We Want Sex Equality (Made in Dagenham) de Nigel Cole : Eddie O'Grady
- 2010 : Nanny McPhee et le Big Bang (Nanny McPhee and the Big Bang) de Susanna White : Blenkinsop
- 2011 : Les Aventures de Tintin : Le Secret de La Licorne (The Adventures of Tintin: Secret of the Unicorn) de Steven Spielberg : Allan Thompson
- 2012 : Byzantium de Neil Jordan
- 2013 : Welcome to the Punch d'Eran Creevy : Nathan Bartnick
- 2015 : Docteur Frankenstein de Paul McGuiguan : Barnaby
- 2016 : Hippie Hippie Shake de Beeban Kidron : Widgery
- 2016 : Golem, le tueur de Londres (The Limehouse Golem) de Juan Carlos Medina : George Flood
- 2016 : Rogue One: A Star Wars Story de Gareth Edwards : Tivik
- 2019 : Fisherman's Friends de Chris Foggin : Danny
- 2019 : 1917 de Sam Mendes
- 2020 : Le Rythme de la vengeance (The Rhythm Section) de Reed Morano : Dean West
- 2025 : The Thursday Murder Club de Chris Columbus

### Télévision
- 2011 : Doctor Who : Alex (saison 6, épisode 9)
- 2012 : L'Île au trésor (Treasure Island) de Steve Barron : Dr Livesey
- 2014 : 1666, Londres en flammes (mini-série) : Samuel Pepys
- 2016 : Line of Duty : Danny
- 2019 : Good Omens : Arthur Young
- 2019 : Temple : Lee Simmons
- 2020 : Code 404 : John Major
- 2020 : Des : inspecteur Peter Jay
- 2020 : White Lines : Marcus
- 2024 : Franklin (mini-série) : Edward Bartholomew Bancroft